# Diane Goldstein
Pour les articles homonymes, voir Goldstein.
Diane Goldstein, née à Paris, est une créatrice de mode française. 
Elle est connue en tant que fondatrice des marques April May et Monoki.

## Biographie

### Formation et débuts
Diane Goldstein est la fille d'Hedva Ser, artiste, et de Jacques Goldstein, architecte. Elle fait ses études au lycée Jean Baptiste Say à Paris, puis intègre Esmod et l'école Central Saint Martins à Londres, où elle obtient un diplôme en stylisme et modélisme.
Elle commence sa carrière de styliste en travaillant pour Paul&Joe puis créé sa propre marque d'accessoires, « Diane Goldstein ». En 2005, elle fonde la société April May, qu'elle dirige pendant 10 ans. 

### Création de Monoki
Passionnée par l'astrologie et la spiritualité, Diane Goldstein fonde Monoki en 2016. Le nom de la marque est un jeu de mots inversé sur Kimono, car à ses débuts, la marque se procurait des kimonos vintage à Los Angeles, en Californie. Elle mêle sa passion pour le tarot et l'astrologie à son style unique dans sa marque.  
La marque a rapidement été exportée dans le monde entier, avec des points de vente à Paris, Saint-Tropez, Saint-Barthélemy, Melbourne, Los Angeles et Dubaï.

### Vie privée
Diane Goldstein a deux enfants, Andréa et Joachim Sitbon.